# Сорохтин, Олег Георгиевич
Олег Георгиевич Сорохти́н (17 мая 1927, Вышний Волочёк, Тверская губерния — 21 июня 2010, Москва) — советский и российский учёный-геолог, геофизик и климатолог, заслуженный деятель науки Российской Федерации (1997), академик РАЕН (1991).

## Биография
Родился 17 мая 1927 года в городе Вышний Волочёк, в семье научных работников.
В 1951 году с отличием окончил Ленинградский горный институт.
В 1951—1955 годах работал в Гидропроекте МЭС СССР.
С 1955 года учился в аспирантуре Института физики Земли АН СССР.
В 1957—1964 годах — участник советских антарктических экспедиций. Почётный полярник СССР (1964).
В 1963—1966 годах — заведующий отделом во ВНИИГеофизики Мингеологии СССР.
В 1964—2005 годах — заведующий отделом тектоники литосферных плит и заведующий лабораторией теоретической геодинамики Института океанологии РАН. В дальнейшем занимал должность главного научного сотрудника Института океанологии РАН.
В 1981 году был кандидатом на выборах в члены-корреспонденты АН СССР, но не избран.

## Научная работа
Автор моделей происхождения железорудных формаций докембрия, алмазоносных кимберлитов и родственных им пород.
Разработал адиабатическую теорию парникового эффекта атмосферы, призванную заменить классическую модель. Из этой теории следовало, что увеличение концентрации углекислого газа должно приводить не к повышению, а к понижению температуры. Сорохтин считал, что «общепринятые представления о потеплении климата при накоплении в атмосфере антропогенного СО2 и других „парниковых газов“ являются мифом, реально же накопление СО2 в атмосфере практически не влияет на температурный режим климата».
Таким образом, О. Г. Сорохтин отрицал глобальное потепление (его антропогенный характер).